# Danh sách tập truyện Trạng Quỳnh – Trạng Quỷnh
Dưới đây là danh sách các tập truyện của Trạng Quỳnh – Trạng Quỷnh đã được phát hành từ tháng 6 năm 2003 đến nay.

## Phần 1
| Tập | Tên tập truyện                | Ngày phát hành | Số phụ lục | Nội dung |
| --- | ----------------------------- | -------------- | ---------- | --- |
| 1   | Sao Sáng Xứ Thanh             | Giữa 6/2003    | 2          | Đây là tập đầu tiên. Truyện nói về sự ra đời của Quỳnh và gia cảnh của cậu. - Phụ lục 1: Phụ lục này nói về tình hình của cha cậu – làm hương chức, trong triều đình. - Phụ lục 2: Quỳnh chơi trò vinh qui bái tổ với chúng bạn, nhưng vì mục đích là khoe cái bóng của mình to bằng cái bồ nên bị đuổi đánh. |
| 2   | Đất Nứt Con Bọ Hung           | Cuối 6/2003    | 3          | Ban đầu, Quỳnh chơi đánh khăng với chúng bạn, ai thua sẽ phải cõng người đề ra trò chơi mười vòng. Nhưng vô tình cậu lại đánh trúng bốn cậu học trò đang tập làm thơ. Rồi cậu bị thầy Tú Cát – thầy của bốn cậu ấy, mắng vốn. Cậu đã xử sử rất tài tình để giải quyết vụ việc trên. - Phụ lục 1: Quỳnh lúc này đã lớn. Bỗng cậu gặp Quỷnh đang bị ông chủ đuổi đánh. Cậu liền tới can ngăn, đặt biệt danh "tai to" cho cậu và nhận cậu làm tiểu đồng. - Phụ lục 2: Quỳnh và Quỷnh cùng đi sang làng Thụy Chương chuyên nấu rượu. Cả hai gặp một bức tượng giống đang say. Cậu Quỳnh liền viết thơ tặng tượng. Mọi người bắt vạ. Cậu xử sự khá tốt và cuối cùng dân làng đã đặt tên cho tượng. - Phụ lục 3: Cả làng nhốn nháo đi vay tiền của bà chúa. Quỷnh đi theo. Nhưng cậu tức vì chưa có quyết định của bà nên đến nhờ cậu Quỳnh. Cuối cùng Quỳnh được nhận hết toàn bộ số tiền. |
| 3   | Cúng Thành Hoàng              | 14/7/2003      | 1          | Quỳnh đi thi. Khi có kết quả, Quỷnh xem bảng nhưng bị mắng do nói dóc. - Phụ lục 1: Quỳnh đi cúng thành hoàng. |
| 4   | Miệng Kẻ Sang                 |                | 2          | Cả làng nhốn nháo đi thi làm lính, nếu thắng sẽ được thưởng gạo và tiền. Quỷnh đi theo cậu nhưng do quá quậy nên bị cậu đánh. - Phụ lục 1: Đám bạn cùng chơi trò đánh trận giả dựa theo trận đánh Nguyên – Mông lần thứ ba (1288). - Phụ lục 2: Quỳnh đi trả lễ cho Thành hoàng. |
| 5   | Ghẹo Cô Hàng Nước             |                | 2          | Quỷnh đi giả gái vào cung, trước đó do nợ 5 hào cô hàng nước nên Quỷnh vào ghẹo cô. - Phụ lục 1: Quỳnh và Quỷnh cùng đi vào thành "An Nam quốc môn" nhưng đã đốt cháy đuôi ngựa. - Phụ lục 2: Một cuộc thi chọi trâu giữa một con trâu của nước ta (thời đó gọi là An Nam) và trâu của Trung Quốc (Tàu). |
| 6   | Đệ Nhất Danh Họa              |                |            | |
| 7   | Cồn Trạng Lột                 |                |            | |
| 8   | Đãi Tiệc Quan Tàu             |                |            | |
| 9   | Thơ Trống Vần Thiên           |                |            | |
| 10  | Vòng Ngọc Trung Quốc          |                |            | |
| 11  | Tế Sao                        |                |            | |
| 12  | Món Mầm Đá                    |                |            | |
| 13  | Chôn Văn                      |                |            | |
| 14  | Sợ Đọc Văn Tế                 |                |            | |
| 15  | Đào Trường Thọ                |                |            | |
| 16  | Ngọc Người                    |                |            | |
| 17  | Làm Ông Mai                   |                |            | |
| 18  | Thừa Giấy Vẽ Voi              |                |            | |
| 19  | Người Bạn Đồng Hành           |                |            | |
| 20  | Đơn Trình Bò Chết             |                |            | |
| 21  | Tráo Thư                      |                |            | |
| 22  | Văn Võ Tranh Hùng             |                |            | |
| 23  | Cây Cải Tiến Chúa             |                |            | |
| 24  | Trạng Chết, Chúa Cũng Băng Hà |                |            | Đây là tập cuối cùng dưới tên gọi này. Tập này nói về cái chết của cậu Quỳnh. |

## Phần 2
| Tập | Tên tập truyện                      | Ngày phát hành      | Số phụ lục | Nội dung |  |
| --- | ----------------------------------- | ------------------- | ---------- | --- |  |
| 25  | Trạng chữa bệnh                     |                     |            | Trạng Quỷnh trổ tài chữa bệnh cho phú hộ Mạnh. |  |
| 26  | Chàng rể hay chữ                    |                     |            | |  |
| 27  | Gia tài họ Quách                    |                     |            | |  |
| 28  | Gia sư                              |                     |            | |  |
| 29  | Giải oan cho thầy                   |                     |            | |  |
| 30  | Chiến công của Mắm                  |                     |            | |  |
| 31  | Thương nhân Bạch Bì                 |                     |            | Thương nhân phương Tây bị nạn được Quỷnh giúp đỡ, giác ngộ nhiều điều tốt. |  |
| 32  | Tên trộm kỳ lạ                      |                     |            | |  |
| 33  | Con nuôi quan huyện                 |                     |            | |  |
| 34  | So tài võ sĩ tàu                    |                     |            | |  |
| 35  | Thành Hoàng khóc                    |                     |            | |  |
| 36  | Ăn Tết xa quê                       |                     |            | |  |
| 37  | Trạng ở chùa                        |                     |            | |  |
| 38  | Quan lớn                            |                     |            | |  |
| 39  | Anh hùng rơm                        |                     |            | |  |
| 40  | Gia tài của cha                     |                     |            | |  |
| 41  | Vỏ quýt dày thì có móng tay nhọn    |                     |            | |  |
| 42  | Thằng mõ                            |                     |            | |  |
| 43  | Trạng Nguyên trạng mẻ               |                     |            | |  |
| 44  | Nữ tướng về hưu                     |                     |            | |  |
| 45  | Con Mắm, con Muối                   |                     |            | |  |
| 46  | Anh em họ Lê                        |                     |            | |  |
| 47  | Thần Y                              |                     |            | |  |
| 48  | Đứa con trời đánh                   |                     |            | |  |
| 49  | Cái nồi thần                        |                     |            | |  |
| 50  | Vào Phú Xuân                        |                     |            | |  |
| 51  | Người bạn quý tộc                   |                     |            | |  |
| 52  | Đại náo trường thi                  |                     |            | |  |
| 53  | Cung nữ                             |                     |            | |  |
| 54  | Ông lái đò                          |                     |            | |  |
| 55  | Nhất Quỷ Nhì Ma...                  |                     |            | |  |
| 56  | Con Hoa cà pháo                     |                     |            | |  |
| 57  | Chúa vi hành                        |                     |            | |  |
| 58  | Sương gió biên thùy                 |                     |            | |  |
| 59  | Ván cờ cứu nạn                      |                     |            | |  |
| 60  | Bà Ba bán bún bò                    |                     |            | |  |
| 61  | Cháy nhà ra mặt chuột               |                     |            | |  |
| 62  | Trả nợ                              |                     |            | |  |
| 63  | Mua bê ba lần                       |                     |            | |  |
| 64  | Tráo dâu, tráo trâu                 |                     |            | |  |
| 65  | Kẻ bội nghĩa                        |                     |            | |  |
| 66  | Quân sư quạt mo                     |                     |            | |  |
| 67  | Con rùa vàng                        |                     |            | |  |
| 68  | Người đẹp trong tranh               |                     |            | |  |
| 69  | Rồng đến nhà tôm                    |                     |            | |  |
| 70  | Thằng Gà Mun                        |                     |            | |  |
| 71  | Mướp và Khoai                       |                     |            | |  |
| 72  | Võ sĩ Tây Sơn                       |                     |            | |  |
| 73  | Con trâu quý                        |                     |            | |  |
| 74  | Xã trưởng sợ ma                     |                     |            | |  |
| 75  | Cõng rắn cắn gà nhà                 |                     |            | |  |
| 76  | Chia đôi phần thưởng                |                     |            | |  |
| 77  | Kiện Trạng lên quan                 |                     |            | |  |
| 78  | Người chân thật                     |                     |            | |  |
| 79  | Đấu trí                             |                     |            | |  |
| 80  | Con cọp da sắt                      |                     |            | |  |
| 81  | Kẻ cướp hoàn lương                  |                     |            | |  |
| 82  | Lấy ân báo oán                      |                     |            | |  |
| 83  | Cứu bạn                             |                     |            | |  |
| 84  | Thịt "tiền rồng"                    |                     |            | |  |
| 85  | Sứ giả hòa bình                     |                     |            | |  |
| 86  | Thoát nghề ăn trộm                  |                     |            | |  |
| 87  | Đất có vàng                         |                     |            | |  |
| 88  | Cọp Khánh Hòa                       |                     |            | |  |
| 89  | Tên trộm đường tán                  |                     |            | |  |
| 90  | Sư mõ, sư chuông                    |                     |            | |  |
| 91  | Thiên Lôi xuống trần                |                     |            | |  |
| 92  | Tiểu thư ngỗ nghịch                 |                     |            | |  |
| 93  | Vợ chồng lười                       |                     |            | |  |
| 94  | Ba bữa ăn                           |                     |            | |  |
| 95  | Một chuyến về quê                   |                     |            | |  |
| 96  | Tính già hóa non                    |                     |            | |  |
| 97  | Vụ án cá chép                       |                     |            | |  |
| 98  | Nấm Tây cô                          |                     |            | |  |
| 99  | Lệnh bà xuất cung                   |                     |            | |  |
| 100 | Xay lúa không công                  |                     |            | |  |
| 101 | Mẹ ghẻ con chồng                    |                     |            | |  |
| 102 | Đại lão gia                         | 08/2007             | 4          | |  |
| 103 | Bắt người lấy điểm                  |                     |            | |  |
| 104 | Quan huyện lên thiên đình           |                     |            | |  |
| 105 | Tu luyện 300 năm                    |                     |            | |  |
| 106 | Cầu mưa mượn súng                   |                     |            | |  |
| 107 | Bắt cóc thái tử                     |                     |            | |  |
| 108 | Tội nhất đao                        |                     |            | |  |
| 109 | Công tử ham chơi                    |                     |            | |  |
| 110 | Con dã nhân                         |                     |            | |  |
| 111 | Thi "Giò-gà"                        |                     |            | |  |
| 112 | Tiểu thư kén chồng                  |                     |            | |  |
| 113 | Thầy pháp hết thời                  |                     |            | |  |
| 114 | Mùi cô đơn                          |                     |            | |  |
| 115 | Hũ vàng                             |                     |            | |  |
| 116 | Trạng Quỳnh cứu Trạng Quỷnh         |                     |            | Tập này nói về việc Quỷnh đi theo thầy Luyến sau khi Quỳnh chết. |  |
| 117 | Đám giỗ Trạng Quỳnh                 |                     |            | |  |
| 118 | Học lấy tiếng                       |                     |            | |  |
| 119 | Nàng Quỷnh đa mưu                   |                     |            | |  |
| 120 | Người đạo đức                       |                     |            | |  |
| 121 | Một hủ tục                          | 2008                | 3          | |  |
| 122 | "Ngài Tề"                           |                     |            | |  |
| 123 | Cọp sún răng                        | 2008                | 3          | |  |
| 124 | Uống mật gấu                        |                     |            | |  |
| 125 | Chiến tranh đậu phộng               |                     |            | |  |
| 126 | Quan thật, quan giả                 | 09/2008             | 4          | |  |
| 127 | Thần giếng                          | 09/2008             | 4          | |  |
| 128 | Quan án phó                         |                     |            | |  |
| 129 | Đầu to lắm kế                       |                     |            | |  |
| 130 | Eo tử thần                          |                     |            | |  |
| 131 | Cận vệ khỉ                          |                     |            | |  |
| 132 | Bắt heo rừng                        |                     |            | |  |
| 133 | Cứu dòng sông                       |                     |            | |  |
| 134 | Bắt Mặt Trời                        |                     |            | |  |
| 135 | Diều vải cứu nạn                    |                     |            | |  |
| 136 | Chú Lu cưới vợ                      |                     |            | |  |
| 137 | Trường long mạch                    |                     |            | |  |
| 138 | Con thuồng luồng                    |                     |            | |  |
| 139 | Quà Tết                             |                     |            | |  |
| 140 | Phú ông tìm vợ                      | 2009                | 3          | |  |
| 141 | Con trai của Chúa                   |                     |            | |  |
| 142 | Mua bóng râm                        |                     |            | |  |
| 143 | Cầu Ông Rớt                         |                     |            | |  |
| 144 | Cây bút thần                        |                     |            | |  |
| 145 | Bệnh cả làng                        |                     |            | |  |
| 146 | Trả ơn                              |                     |            | |  |
| 147 | Trộm Thành Hoàng                    |                     |            | |  |
| 148 | Nuôi mẹ                             |                     |            | |  |
| 149 | Kế độc                              |                     |            | |  |
| 150 | Người trời                          |                     |            | |  |
| 151 | Đòi công                            |                     |            | |  |
| 152 | Con trĩ sổ chuồng                   |                     |            | |  |
| 153 | Cây kèn đắt giá                     |                     |            | |  |
| 154 | Cây xoài tứ quý                     |                     |            | |  |
| 155 | Cụ Thượng tác oai                   |                     |            | |  |
| 156 | Người nấu điềm lành                 |                     |            | |  |
| 157 | Thằng bé mặc áo giáp                |                     |            | |  |
| 158 | Chợ bay                             |                     |            | |  |
| 159 | Lừa ma xó                           |                     |            | |  |
| 160 | Chú Lu thù vặt                      |                     |            | |  |
| 161 | Công đức xây chùa                   |                     |            | |  |
| 162 | Qua Tàu cứu mẹ                      |                     |            | Các sứ thần nhà Thanh vì nể tài nấu chim yến của mợ Quỳnh nên đã lên kế hoạch bắt cóc. Quỷnh, Mắm, chú Lu và vợ cùng sang Tàu một chuyến để cứu mợ về. |  |
| 163 | Đóng cửa nhà hát                    |                     |            | |  |
| 164 | Ý trời                              |                     |            | |  |
| 165 | Được đuổi học                       |                     |            | Tập này nói về vụ cưỡng chế khi Quỷnh được đuổi học. |  |
| 166 | Quan huyện trộm bò                  | 28/4/2010           |            | |  |
| 167 | Trại mồ côi                         |                     |            | |  |
| 168 | Voi đi kiện                         |                     |            | |  |
| 169 | Bắt cóc nhầm                        |                     |            | |  |
| 170 | Lồng đèn độc đáo                    |                     |            | |  |
| 171 | Con cú vọ xui xẻo                   |                     |            | |  |
| 172 | Ông Địa kén ăn                      |                     |            | |  |
| 173 | Con khỉ câm                         |                     |            | |  |
| 174 | Ép cung                             |                     |            | |  |
| 175 | Ông già bán bánh tiêu               |                     |            | |  |
| 176 | Chúa Thượng ham vui                 |                     |            | |  |
| 177 | Giả danh bảng nhãn                  |                     |            | |  |
| 178 | Ảo thuật gia                        |                     |            | |  |
| 179 | Một phát hai quan                   |                     |            | |  |
| 180 | Bắt cóc nhân tài                    |                     |            | |  |
| 181 | Bắt ma ra thầy thuốc                |                     |            | |  |
| 182 | Nữ sinh ngoại tộc                   |                     |            | |  |
| 183 | Ma giấu quan huyện                  |                     |            | |  |
| 184 | Như hai giọt nước                   |                     |            | |  |
| 185 | Nhà sư nửa tháng                    |                     |            | |  |
| 186 | Cục cân của quan                    |                     |            | |  |
| 187 | Cọp ăn đuôi bò                      |                     |            | |  |
| 188 | Nhặt được báu vật                   |                     |            | |  |
| 189 | Mẹo lấy tên                         |                     |            | |  |
| 190 | Chúc Tết                            |                     |            | |  |
| 191 | Thằng Bò mọc đuôi bò                |                     |            | Tám thời sự do làm cho vợ ông hộ thủy đánh chồng vì đi chơi với ả nên ăn trộm hộp từ thiện và đổ lỗi cho nó. Và Quỷnh làm cho ông khóc vì con trai Ấm Bò mọc đuôi bò do Quỷnh đánh thuốc mê và dán. |  |
| 192 | Hội thử giày                        |                     |            | Quan do chán quá nên người hầu của ông bày ra trò "Tấm cám" và mua hai đôi giày khác nhau để mua vui, Quỷnh đã đánh tráo đôi giày để quan cưới dì ba Bánh Bò. |  |
| 193 | Kẻ cướp cho vay                     |                     |            | |  |
| 194 | Cây xoan có ma                      |                     |            | |  |
| 195 | Nữ nhi trừ bạo                      |                     |            | |  |
| 196 | Của Thiên Lôi trả Ông Địa           |                     |            | |  |
| 197 | Thằng Quéo đổi đời                  |                     |            | |  |
| 198 | Con ngựa sủa gâu gâu                |                     |            | |  |
| 199 | Nội công thần sầu                   |                     |            | |  |
| 200 | Quỷnh già mừng thọ 200 tuổi         |                     |            | Để tổ chức 200 lần giúp người diệt họa, tổ chức với bạn bè nhưng bạn bè thấy đâu có đánh mà thắng nên thay đổi biển báo thành "mừng Quỷnh 200 tuổi" và bị quan hay đa nghi nhốt. Quỷnh và chị Lượm tìm cách làm giấy khai sinh giả của Lượm và lấy giấy được giấy khai sinh của Rớt do quan chức cao hơn ký, vừa thả bạn bè vừa làm cho Rớt không chỉ không được vợ mà còn thêm 200 tuổi. |  |
| 201 | Hai Ruồi bất nghĩa                  |                     |            | |  |
| 202 | Đi tìm kỳ nam                       |                     |            | |  |
| 203 | Cô chiêu Chiêu                      |                     |            | |  |
| 204 | Quạt thần cứu thần quạt             |                     |            | |  |
| 205 | Lừa gặp phỉnh                       |                     |            | |  |
| 206 | Dâu chua                            |                     |            | |  |
| 207 | Sư bảo mẫu                          |                     |            | |  |
| 208 | Cồn Dê                              |                     |            | |  |
| 209 | Quỷnh ở ác                          |                     |            | |  |
| 210 | Sấm con nhồng                       |                     |            | |  |
| 211 | Tệ hơn con gái                      |                     |            | |  |
| 212 | Con thủy quái                       |                     |            | |  |
| 213 | Xem tiền như rác                    |                     |            | |  |
| 214 | Con ma nhân hậu                     |                     |            | |  |
| 215 | Xì lớn, Xì nhỏ                      |                     |            | |  |
| 216 | Thầy bệnh                           |                     |            | |  |
| 217 | Sáng ghét chiều thương              |                     |            | |  |
| 218 | Hai người con nuôi                  |                     |            | |  |
| 219 | Ông địa Quỷnh                       |                     |            | |  |
| 220 | Bồng Lai lộ                         |                     |            | |  |
| 221 | Nếm mùi cho biết                    |                     |            | |  |
| 222 | Hiểu lầm người tốt                  |                     |            | |  |
| 223 | Chuyện bất ngờ                      |                     |            | |  |
| 224 | Ông lụy                             |                     |            | |  |
| 225 | Đầu xuân lắm chuyện                 |                     |            | |  |
| 226 | Hành trình về nhà                   |                     |            | |  |
| 227 | Thành Hoàng mất tích                |                     |            | |  |
| 228 | Cậu ấm mộng mơ                      |                     |            | |  |
| 229 | Kẻ có biệt tài                      |                     |            | |  |
| 230 | Quyển sách thuốc                    |                     |            | |  |
| 231 | Chú Lu đi thi                       |                     |            | Do vợ Lu muốn chú Lu thi đậu mà không biết ổng học yếu mà không cho Quỷnh chơi, mợ Quỷnh đưa Quỷnh đi thi cùng Lu nhưng do tính quậy nên không lâu bị đuổi, Lu vào khu thả cầu và bắt được cầu và bị nhốt. Một người đến vào báo cho biết, và Quỷnh cứu được Lu ra khỏi nhà ông Bá phú hộ.                                                                                                |  |
| 232 | Người đẹp sơn cước                  |                     |            | |  |
| 233 | Quan thái y tuyển học trò           |                     |            | |  |
| 234 | Cuộc phiêu lưu của thằng bé sơ sinh |                     |            | |  |
| 235 | Quan hiếm có                        |                     |            | |  |
| 236 | Bà đồ                               |                     |            | |  |
| 237 | Lão hiệp sĩ                         |                     |            | |  |
| 238 | Bữa tiệc độc đáo                    |                     |            | |  |
| 239 | Dây tơ đen                          |                     |            | |  |
| 240 | Phong linh                          |                     |            | |  |
| 241 | Ông chồng ở dưới ao                 | 07/2013             | 3          | |  |
| 242 | Cục cưng đi lạc                     |                     |            | |  |
| 243 | Mẫu Đơn                             |                     |            | |  |
| 244 | Bà đạo chích                        |                     |            | |  |
| 245 | Chữa bệnh nói nhiều                 |                     |            | |  |
| 246 | Quan hại quan                       |                     |            | |  |
| 247 | Đứa học trò kỳ lạ                   |                     |            | |  |
| 248 | Ba hoa mang họa                     |                     |            | |  |
| 249 | Con trai quan sứ                    |                     |            | |  |
| 250 | Anh không thương em                 | 11/2013             | 2          | |  |
| 251 | Con vịt quay                        |                     |            | |  |
| 252 | Đánh con quan                       |                     |            | |  |
| 253 | Thằng Tí siêu phàm                  |                     |            | |  |
| 254 | Bệnh lạ                             |                     |            | |  |
| 255 | Bài học nhớ đời                     |                     |            | |  |
| 256 | Mợ Quỳnh ra tay                     |                     |            | |  |
| 257 | Ông nội ham vui                     |                     |            | |  |
| 258 | Pháp sư Quỷnh                       |                     |            | Quỷnh và một bạn học trò chơi trò tắm mưa để hết thơm lọ hoa lài của hai học trò kia, bị những người miền núi bắt cóc phải làm mưa. Do con cóc báo nên cứu thoát. |  |
| 259 | Châu chấu đá voi                    |                     |            | |  |
| 260 | Anh hùng cứu mỹ nhân                |                     |            | Mắm và các bé gái trong làng bị bắt cóc một cách bí ẩn. Quỷnh lần nữa giải cứu bằng trí thông minh, nhanh nhẹn của mình. |  |
| 261 | Hồ ly tinh                          | 18/6/2014           |            | |  |
| 262 | Tuyệt phẩm                          |                     |            | |  |
| 263 | Hai ông sui                         |                     |            | |  |
| 264 | Ăn trộm gạo                         |                     |            | |  |
| 265 | Vụ án cóp-pi                        |                     |            | |  |
| 266 | Thằng Lùn cô đơn                    |                     |            | |  |
| 267 | Hầm vàng                            |                     |            | |  |
| 268 | Ông từ Từ                           |                     |            | |  |
| 269 | Xe hoa độc đáo                      |                     |            | |  |
| 270 | Xui mà hên                          |                     |            | |  |
| 271 | Con cọp con                         |                     |            | |  |
| 272 | Kẻ cướp đi tu                       |                     |            | |  |
| 273 | Cậu ấm tốt bụng                     |                     |            | |  |
| 274 | Truy tìm cái bớt xanh               |                     |            | |  |
| 275 | Thầy rắn                            |                     |            | |  |
| 276 | Tội tày trời                        |                     |            | |  |
| 277 | Lân đá vẫy đuôi                     |                     |            | |  |
| 278 | Cứu tinh                            |                     |            | |  |
| 279 | Thần phá của                        |                     |            | |  |
| 280 | Gánh xiếc ba người                  |                     |            | |  |
| 281 | Đi cọp                              |                     |            | |  |
| 282 | Tội khinh người                     |                     | 1          | Sư Trí Tâm trong chùa khinh rẻ bà Bé bự cô đơn nên bị bắt cóc. Quỷnh đã giúp sức để cứu thầy nhưng rốt cục thầy lại bị phạt. - Phụ lục 1: Thằng Lâm khờ mang thật nhiều sách vở đến lớp để chứng minh rằng mình học giỏi. Thế nhưng cậu lại bị thầy cho một bài học. |  |
| 283 | Mời lộn thầy                        |                     |            | |  |
| 284 | Nỏ thần                             |                     |            | |  |
| 285 | Của trời không cho                  |                     |            | |  |
| 286 | Quan giỏi tiếng Tây                 |                     |            | |  |
| 287 | Ham tiền bỏ bạn                     |                     |            | |  |
| 288 | Hai kẻ trộm chó                     |                     |            | |  |
| 289 | Thằng đui then                      |                     |            | |  |
| 290 | Bút sa gà chết                      |                     |            | |  |
| 291 | Hảo tâm hảo tiếng                   |                     |            | |  |
| 292 | Quà gây rắc rối                     |                     |            | |  |
| 293 | Trọc phú                            |                     |            | |  |
| 294 | Không thấy thư về                   |                     |            | |  |
| 295 | Người chết trở về                   |                     |            | |  |
| 296 | May mà gặp Quỷnh                    |                     |            | |  |
| 297 | Điều khiển âm binh                  |                     |            | |  |
| 298 | Nhà thương                          |                     |            | |  |
| 299 | Trận chiến với Thiên Lôi            |                     |            | |  |
| 300 | Quỷnh già mừng thọ 300 tuổi         |                     |            | |  |
| 301 | Cầu Đá                              |                     | 1          | Thầy giáo ở xa đến dạy ở làng Suối Khô. |  |
| 302 | Trạng bị lừa                        |                     |            | |  |
| 303 | Ca sĩ                               |                     |            | |  |
| 304 | Vì phải đền ơn                      |                     |            | |  |
| 305 | Cướp gặp trộm                       |                     |            | |  |
| 306 | Con trai của thái giám              |                     |            | |  |
| 307 | Vợ hại chú Lu                       |                     |            | |  |
| 308 | Văn đuổi hà bá                      |                     |            | |  |
| 309 | Sư cô bắt trộm                      |                     |            | |  |
| 310 | Con tôm có tiền                     |                     |            | |  |
| 311 | Heo biết công bằng                  |                     |            | |  |
| 312 | Không đánh mà thắng                 |                     |            | |  |
| 313 | Mua chữ                             |                     |            | |  |
| 314 | Học trò già                         | 21/9/2016           |            | |  |
| 315 | Làm đẹp                             |                     |            | |  |
| 316 | Cưỡi heo ra trận                    |                     |            | Thằng Trần vẽ đẹp nên quan cho con nó học, sau tiết học thì biết con mẹo bị bắt cóc, cần vẽ sơ đồ trong đinh quan và thói quen của lính. Quỷnh biết được báo quan và làm kế hoach và bắt được tướng cướp bằng cách nói xạo với cướp rằng có hơn 100 người và có tướng heo. |  |
| 317 | Đò nhà                              |                     |            | |  |
| 318 | Sừng tê giác                        |                     |            | Thầy học trò của Quỷnh đã bị sốt hóa cuồng cần sừng tê giác để chữa trị, người giàu có sừng lại keo kiệt, không cho họ nên quan lừa người đó bằng cách tung tin giả vợ quan bị sốt hóa cuồng. |  |
| 319 | Con Hầu Chí Nghĩa                   |                     |            | |  |
| 320 | Truy tìm hoa cúc vàng               |                     |            | |  |
| 321 | Mua móng trâu                       |                     |            | Ông Lý bị tố cáo vì quyên góp để mua trâu, tìm cách vừa tẩu tán trâu vừa thêm tiền mà lừa cả làng chặt trâu, Quỷnh đã làm ông Lý mất đàn trâu mà không được tiền. |  |
| 322 | Củ sâm hạ tướng cướp                |                     |            | |  |
| 323 | Tại cây dù                          |                     |            | |  |
| 324 | Bà Hai nhẹ dạ                       |                     |            | |  |
| 325 | Lệnh bà đi tu                       |                     |            | |  |
| 326 | Tiên giáng trần                     |                     |            | |  |
| 327 | Thuyền ma                           |                     |            | |  |
| 328 | Vượt vòng vây                       |                     |            | |  |
| 329 | Lão ngoan đồng                      |                     |            | |  |
| 330 | Kính thiên văn                      |                     |            | |  |
| 331 | Cây ăn thịt người                   |                     |            | |  |
| 332 | Cọp lai thỏ                         |                     |            | |  |
| 333 | Con thằng Mõ                        |                     |            | |  |
| 334 | Thành Hoàng cho chữ                 |                     |            | |  |
| 335 | Anh hùng năn nỉ                     | 26/7/2017           |            | |  |
| 336 | Trộm đổi trộm                       |                     |            | |  |
| 337 | Quỷnh giận mợ                       |                     |            | |  |
| 338 | Đại chiến Na Tra                    |                     |            | |  |
| 339 | Tiểu quy                            |                     |            | |  |
| 340 | Một lần ra Ái Tử                    | 4/10/2017           |            | |  |
| 341 | Hai nửa mặt ngọc                    |                     |            | |  |
| 342 | Sửa mộ cậu Quỳnh                    |                     |            | Sau vụ "Trạng chết, chúa cũng băng hà" những quan sau đó thù và phá mộ Quỳnh, chờ nó tan biến, có người báo Mợ Quỷnh là mộ bị tan hoang, nhờ cha cố mà quay về quê hương để tìm cách tha thứ vụ trên. Cuối cùng cứu được huyện Ba Son bị đánh bạc thua hết và được cho họ sửa mộ thường xuyên.                                                                                            |  |
| 343 | Thầy Linh                           |                     |            | |  |
| 344 | Ông Táo về trời                     |                     |            | |  |
| 345 | Giải oán                            |                     |            | |  |
| 346 | Ma lu                               |                     |            | |  |
| 347 | Chiến binh bất đắc dĩ               |                     |            | |  |
| 348 | Bậc chân tu                         | 7/3/2018            |            | |  |
| 349 | Sứ giả hòa bình                     |                     |            | |  |
| 350 | Nghe lời xúi dại                    |                     |            | |  |
| 351 | Gà say rượu                         |                     |            | |  |
| 352 | Đi làm cho vui                      |                     |            | |  |
| 353 | Ông Đầu Đá                          |                     |            | |  |
| 354 | Chuyện để an ủi                     |                     |            | |  |
| 355 | Cầu thầy chữa bệnh                  |                     |            | |  |
| 356 | Giấc mộng làm quan                  |                     |            | |  |
| 357 | Vụ án con mèo                       |                     |            | |  |
| 358 | Trốn việc nhà                       |                     |            | |  |
| 359 | Chỉ một gang tay                    | 8/8/2018            |            | |  |
| 360 | Đuổi lý trưởng                      |                     |            | |  |
| 361 | Cân người đóng thuế                 | 5/9/2018            |            | |  |
| 362 | Nồi niêu soong chảo                 |                     |            | |  |
| 363 | Một lô bí mật                       |                     |            | một người làm ăn muốn mua đất gần nghĩa địa cây sung nhưng dân không chịu nên bày trò con chuột ma. một đêm, một ông già trên núi ăn trộm con chuột vàng tại nhà ổng để đưa nó cho anh Nơ đòi tự tử. sau đó do cờ bạc và sự keo kiệt nên tố cáo ổng già. Và Quỷnh tìm ra và phá âm mưu lừa tiền của người mua đất gần nghĩa địa.                                                          |  |
| 364 | Con ngựa có cục u                   |                     |            | |  |
| 365 | Con lân năm chân                    |                     |            | |  |
| 366 | Người lính làm loạn                 | 14/11/2018          |            | |  |
| 367 | Trăm lẻ một đêm                     |                     |            | |  |
| 368 | Con mèo của Mắm                     |                     |            | |  |
| 369 | Lên núi chữa bệnh                   |                     |            | |  |
| 370 | Bản di chúc                         | 13/2/2019           |            | |  |
| 371 | Cái lư phép                         |                     |            | |  |
| 372 | Già trẻ thương nhau                 |                     |            | |  |
| 373 | Pháp sư trả thù                     |                     |            | |  |
| 374 | Hai kẻ bụi đời                      |                     |            | |  |
| 375 | Ngọc trong ghe                      |                     |            | |  |
| 376 | Cái đôn                             | 8/5/2019            |            | |  |
| 377 | Giả khờ qua ải                      |                     |            | |  |
| 378 | Đi thỉnh kinh                       |                     |            | |  |
| 379 | Ao nước thần                        |                     |            | |  |
| 380 | Ông đội                             |                     |            | |  |
| 381 | Ông Sáu gân                         |                     |            | |  |
| 382 | Anh chàng giỏi võ                   |                     |            | |  |
| 383 | Mối thù của ông bà cố               |                     |            | |  |
| 384 | Lão ngư phủ                         | 28/8/2019           |            | |  |
| 385 | Mẹ tui bán vàng                     |                     |            | |  |
| 386 | Gặp lại thầy                        |                     |            | |  |
| 387 | Chữ của người khác                  | 9/10/2019           |            | |  |
| 388 | Nạn nhân của cá                     |                     |            | |  |
| 389 | Phúc đức ông bà                     | 13/11/2019          |            | |  |
| 390 | Pho tượng thần y                    |                     |            | |  |
| 391 | Không cho hoàn lương                | 25/12/2019          |            | |  |
| 392 | Hiệp sĩ rừng xanh                   | 5/2/2020            |            | |  |
| 393 | Trạng gặp đối thủ                   | 12/2/2020           |            | |  |
| 394 | Trận chiến đẫm mắm                  | 26/2/2020           |            | |  |
| 395 | Sau cơn bão                         | 11/3/2020           |            | |  |
| 396 | Thầy trò thằng Ớt                   | 25/3/2020           |            | |  |
| 397 | Con rùa mai đỏ                      | 8/4/2020            |            | |  |
| 398 | Về mái nhà xưa                      | 22/4/2020           |            | |  |
| 399 | Buôn người                          | 6/5/2020            |            | |  |
| 400 | Cồn Dừa                             | 20/5/2020           |            | |  |
| 401 | Xúi trẻ nói dối                     | 10/6/2020           |            | |  |
| 402 | Ông Tôm bà Tép                      | 24/6/2020           |            | |  |
| 403 | Cái chuông báu                      | 1/7/2020            |            | |  |
| 404 | Con ngựa gỗ đồn Suối Câu            | 22/7/2020           |            | Tập truyện kể về việc Quỷnh vào Khánh Hòa thăm thầy Lưu, nghe tim thầy đang bị vậy ở đồn Suối Câu bởi thảo khấu,dựa vào câu chuyện thành Troie ở bên tây do cha cố dịch, Quỷnh thành công bắt gọn bọn thảo khấu |  |
| 405 | Lập công hụt                        | 5/8/2020            |            | |  |
| 406 | Cây thiên sâm                       | 19/8/2020           |            | |  |
| 407 | Con ma trên cây sầu đông            | 2/9/2020            |            | |  |
| 408 | Hưởng gia tài                       | 30/9/2020           |            | |  |
| 409 | Thím mắm chủ nợ                     | 14/10/2020          |            | |  |
| 410 | Một trận dịch                       | 28/10/2020          |            | |  |
| 411 | Chỉ đường cho trộm                  | 11/11/2020          |            | |  |
| 412 | Bà tám cua                          | 25/11/2020          |            | |  |
| 413 | Thứ gì cũng có                      | 9/12/2020           |            | |  |
| 414 | Nuôi mẹ bạn                         | 23/12/2020          |            | |  |
| 415 | Võ sĩ nổi danh                      | 6/1/2021            |            | |  |
| 416 | Quà sinh nhật                       | 20/1/2021           |            | |  |
| 417 | Người lính hầu                      | 17/2/2021           |            | |  |
| 418 | Lời to                              | 3/3/2021            |            | |  |
| 419 | Hai đứa bé chăn trâu                | 17/3/2021           |            | |  |
| 420 | Kẻ thù biến mất                     | 31/3/2021           |            | |  |
| 421 | Thuốc trường sinh                   | 14/4/2021           |            | |  |
| 422 | Con nhỏ giàu                        | 28/4/2021           |            | |  |
| 423 | Kho báu của người ta                | Phát hành 12/5/2021 |            | |  |
| 424 | Con dao gia truyền                  | 2/6/2021            |            | |  |
| 425 | Vớt của chìm                        | 16/6/2021           |            | |  |
| 426 | Đại ca xóm giếng                    | 30/6/2021           |            | |  |
| 427 | Ông chủ hiệu sách                   | 25/2/2022           |            | |  |
| 428 | Cọp xử án                           | 27/2/2022           |            | |  |
| 429 | Vú em                               | 28/2/2022           |            | |  |